# Hiério (almirante)
Hiério (em latim: Hierius) foi um oficial militar romano do século IV, ativo durante o reinado do imperador Juliano, o Apóstata (r. 361–363). É mencionado em 363, quando liderou a frota de Juliano durante sua campanha contra o Império Sassânida.